# Knut Usener
Knut Usener (* 7. Oktober 1959 in Schleswig) ist ein deutscher Klassischer Philologe.

## Leben
Usener studierte von 1979 bis 1985 an den Universitäten Zürich und Freiburg im Breisgau Klassische Philologie. Von 1985 bis 1990 war er Wissenschaftlicher Mitarbeiter in Freiburg, wo er 1989 mit der Dissertation Beobachtungen zum Verhältnis der Odyssee zur Ilias promoviert wurde. Von 1990 bis 1996 war er Wissenschaftlicher Assistent an der Universität Gießen. Von 1997 bis 1999 absolvierte er in Marburg das Lehramtsreferendariat und unterrichtete anschließend an der Freien Waldorfschule dort.
2000 ging Usener als Dozent für Griechisch und Latein an die Kirchliche Hochschule Wuppertal. 2002 habilitierte er sich an der Universität Gießen für Klassische Philologie. Am 10. Juli 2008 wurde er an der Kirchlichen Hochschule Wuppertal zum außerplanmäßigen Professor ernannt. Er gab Sprachkurse (Griechisch und Latein) und leitete Veranstaltungen zu Themen aus der antiken Kulturwissenschaft. Am 11. Juli 2025 hielt er seine Abschiedsvorlesung.
Zu seinen Forschungsschwerpunkten zählen die Genese und Rezeption der homerischen Epen Ilias und Odyssee, der Umgang mit Mythen in der Spätantike sowie Sprache, Kultur und Übersetzung der Septuaginta.

## Schriften (Auswahl)
- Beobachtungen zum Verhältnis der Odyssee zur Ilias. Tübingen 1990 (ScriptOralia A 5; Dissertation)